# Потомак (ТВ филм)
Потомак је југословенски кратки ТВ филм из 1974. године. Режирао га је Горан Паскаљевић који је написао и сценарио.

## Улоге
| Глумац                   | Улога |
| ------------------------ | ----- |
| Љиљана Газдић            |       |
| Душан Јанићијевић        |       |
| Бранислав Цига Јеринић   |       |
| Миња Војводић            |       |
| Павле Вуисић             |       |
| Велимир Бата Живојиновић |       |